# Brethesiella
Brethesiella is een geslacht van vliesvleugeligen uit de familie Encyrtidae. De wetenschappelijke naam van dit geslacht is voor het eerst geldig gepubliceerd in 1920 door Porter.

## Soorten
Het geslacht Brethesiella omvat de volgende soorten:
- Brethesiella abnormicornis (Girault, 1917)
- Brethesiella ajax Noyes, 2010
- Brethesiella coccidophaga (Blanchard, 1940)
- Brethesiella diras Noyes, 2010
- Brethesiella flava (Timberlake, 1926)
- Brethesiella hermes Noyes, 2010
- Brethesiella iceryae (Howard, 1892)
- Brethesiella latifrons (Timberlake, 1919)
- Brethesiella lexus Noyes, 2010
- Brethesiella longipes (Blanchard, 1940)
- Brethesiella maza Noyes, 2010
- Brethesiella mojavae Trjapitzin & Triapitsyn, 2006
- Brethesiella mondeo Noyes, 2010
- Brethesiella robur Noyes, 2010
- Brethesiella roscano Noyes, 2010
- Brethesiella tatianae Triapitsyn, 2007
- Brethesiella zafira Noyes, 2010
- Brethesiella zeus Noyes, 2010